# 艾德溫
艾德溫（1978年4月24日—）是印尼電影工作者。

## 生平
艾德溫出生於泗水，具有華人血統。2008年，他以首部劇情長片《瞎豬想要飛》在鹿特丹影展獲得費比西國際影評人獎。
2012年，他以《長頸鹿女孩》進入第62屆柏林影展正式競賽單元，是49年來首部獲選為柏林影展正式競賽片的印尼電影。2021年，艾德溫以黑白電影《我復仇，你付錢》於盧卡諾影展獲得最高榮譽金豹獎。

## 電影作品

### 劇情長片
- 2008:《瞎豬想要飛（英语：Blind Pig Who Wants to Fly）》 (Babi Buta yang Ingin Terbang)
- 2012:《長頸鹿女孩》 (Kebun binatang)
- 2017:《愛的所有格》 (Posesif)
- 2018:《美味調查中（英语：Aruna & Her Palate）》 (Aruna & Lidahnya)
- 2021:《我復仇，你付錢（英语：Vengeance Is Mine, All Others Pay Cash (film)）》 (Seperti Dendam, Rindu Harus Dibayar Tuntas)

### 短片
- 2013:《某人的妻子在某人的丈夫的船上》 (Someone's Wife in the Boat of Someone's Husband)
- 2014:《花園》 (Hortus)

## 外部連結
- 艾德溫在互联网电影资料库（IMDb）上的資料（英文）